# آلفونس بودار
آلفونس بودار (به فرانسوی: Alphonse Boudard) رمان‌نویس و فیلم‌نامه‌نویس قرن بیستم میلادی اهل فرانسه بود.